# 南宁职业技术大学
南宁职业技术大学，简称南职，是中华人民共和国的一所全日制公办本科职业高等学校，位于广西壮族自治区南宁市。
1999年7月，南宁职业大学、南宁市教育学院和广西广播电视大学南宁市部分的教育资源合并，组建南宁职业技术学院。2024年5月31日，升格为南宁职业技术大学。